# Martin Månsson
Erik Martin Månsson, född 8 januari 1880 i Ledbergs socken, död 13 februari 1952 i Stockholm, var en svensk affärsman och konstsamlare. Han var svärson till Ludvig Douglas.
Martin Månsson var son till lantbrukaren Albert Månsson. Efter mogenhetsexamen vid Linköpings högre allmänna läroverk var han 1902–1903 elev vid Göteborgs handelsinstitut och studerade därefter 1903–1906 i Tyskland, Frankrike och Storbritannien. 1907–1910 var han var delägare i handelshuset Gadelius och öppnade tillsammans med R. Thune firmans andra japanska kontor i Osaka. Månsson sysslade främst med import av järn och stål från Sverige och export av japanskt siden. Han avvecklade dock 1910 sitt intresse i firman, lämnade Japan och flyttade till Ryssland. Här köpte han stålfirman A. Svensson i Sankt Petersburg som sysslade med import av svenskt stål till Ryssland. 1914 grundade han grosshandelsfirman M Månsson i Stockholm. Han lämnade 1919 Ryssland och återvände till Sverige, där han fortsatte att driva sin grosshandelsfirma, främst genom export av stål till Japan, Brasilien och Italien. Firman hade avdelningskontor Tokyo och Osaka. Efter fredsslutet 1945 arbetade Martin Månsson för att återuppbygga handelsförbindelserna mellan Sverige och Japan.
Martin Månsson var 1924–1947 ledamot av styrelsen för Sveriges allmänna exportförbund som representant för Sveriges transmarina exportförbund, från 1924 ledamot av styrelsen för Svensk-japanska sällskapet, 1927–1950 ledamot av styrelsen för Järnverksföreningen, från 1927 ledamot av styrelsen för AB Pripp och Lyckholm, från 1931 ledamot av Stockholms handelskammares skiljenämnd och blev 1943 ordförande i styrelsen för Acierex AB.
Martin Månsson var mycket konstintresserad, särskilt var han intresserad av japansk konst och konsthantverk, och av rysk konst, särskilt Ilja Repin. Han var 1931 en av tillskyndarna av utställningen av japansk konst i Konstnärshuset 1931 och en betydande del av de utställda föremålen var Månssons. Hans samling av träsnitt av Katsushika Hokusai visades på en utställning på Nationalmuseum 1948. Månsson var 1932–1935 kassaförvaltare i Svenska slöjdföreningen.